# Улица Шаймуратова (Салават)
Улица Шаймуратова  — улица расположена в 111  квартале в западной части города.

## История
Застройка улицы началась в 1950 году.   Улица застроена частными 1-2 этажными частными  домами.

## Трасса
Улица Шаймуратова начинается от улицы 21 съезд КПСС и заканчивается на улице Новаторов. 

## Транспорт
По улице Шаймуратова общественный транспорт не ходит. 